# كال ويثرو
كال ويثرو (بالإنجليزية: Cal Withrow)‏ هو لاعب كرة قدم أمريكية أمريكي، ولد في 4 يوليو 1945 في بورتسموث في الولايات المتحدة، وتوفي في 3 يوليو 2011.